# سازمان بین‌المللی صهیونیستی زنان
سازمان بین‌المللی صهیونیستی زنان (ویزو)(عبری: ויצו‎) یک سازمان داوطلبانه است که به رفاه اجتماعی در تمامی بخش‌های جامعه اسرائیل، ارتقای وضعیت زنان و آموزش یهودیان در اسرائیل و جوامع دور از وطن اختصاص یافته‌است.

## تاریخچه

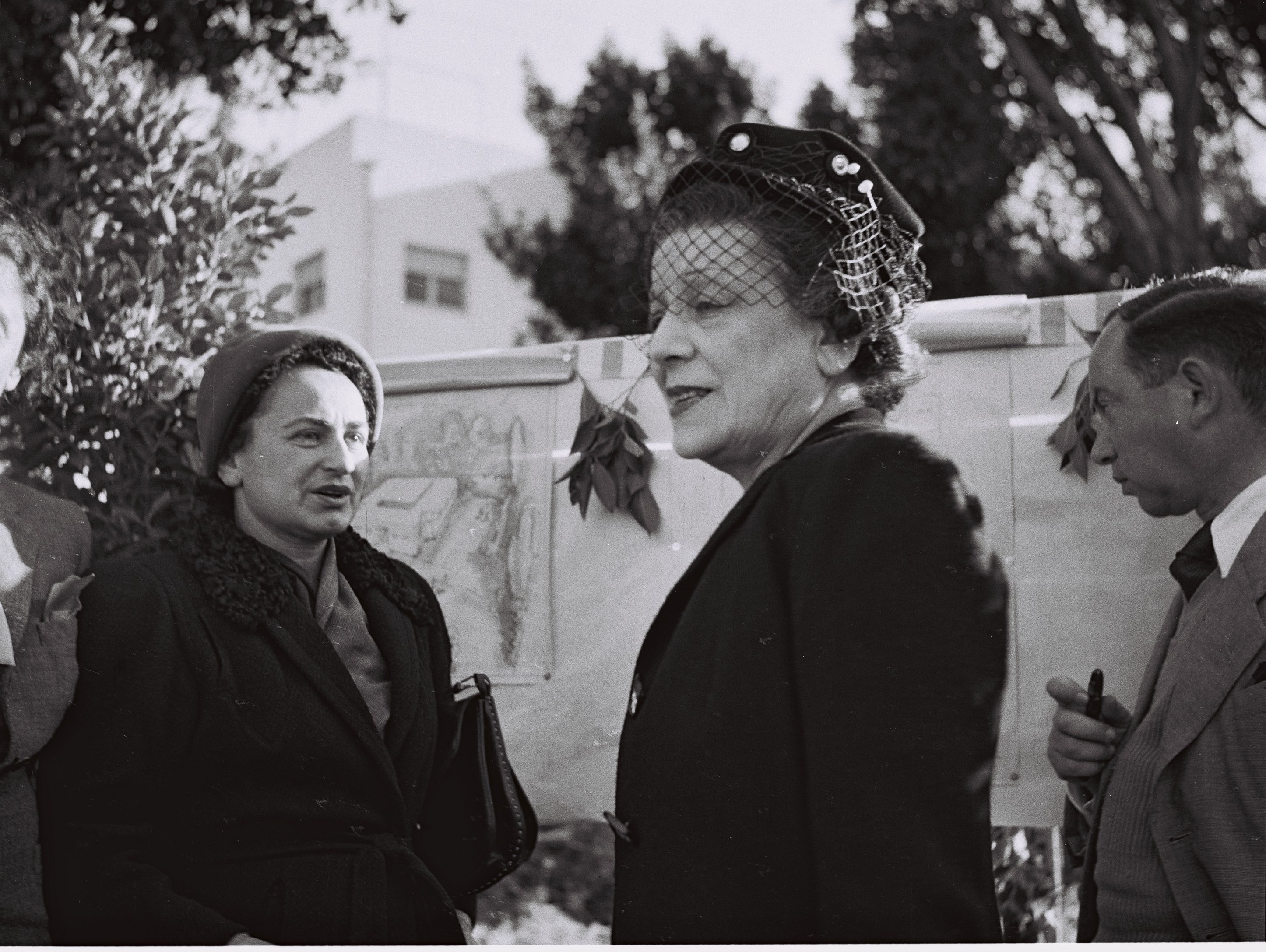
ورا وایزمن در حال بازدید از مهد کودک ویزو در رحوفوت در سال ۱۹۴۶

ویزو در ۷ ژوئیه ۱۹۲۰توسط ربکا سیف، ورا وایزمن (همسر اولین رئیس‌جمهور اسرائیل، حییم وایزمن)، ادیت ادر، رومانا گودمن و هنریتا ایرول، به منظور ارائه خدمات اجتماعی برای ساکنان فلسطین تحت‌قیمومت بریتانیا، در انگلستان تأسیس شد.
ویزو در سراسر اروپا شعبه‌هایی افتتاح کرد، مانند شعبه‌ای که توسط جولیا باتینو در مقدونیه اداره می‌شد، اما بسیاری از این شعب در پی اشغال نازی‌ها و هولوکاست تعطیل شدند. شعبه‌هایی که در آمریکای لاتین قرارداشتند در طول جنگ به فعالیت خود ادامه دادند.
در سال ۱۹۴۹، پس از تأسیس اسرائیل، ویزو مقر خود را به اسرائیل منتقل کرد و سیف رئیس سازمان جهانی ویزو شد. در سال ۱۹۶۶ رزا گینوسار جایگزین او شد. دیگر رؤسای گذشته عبارتند از: رایا جاگلوم و میکل هارئل مودای، بانوی سابق اسرائیل و همسر سیاستمدار اسرائیلی، اسحاق مودایی.
اِوِلین سامر (رئیس کل ویزو) و ایلانا بن آمی (رئیس ویزو اسرائیل) سعی کردند در سال ۱۹۷۵ با رئیس‌جمهور مکزیک لوئیس اچوریا مذاکره کنند تا او را از محکوم کردن صهیونیسم به عنوان نژادپرستی در کنفرانس جهانی زنان در مکزیک منصرف کنند. علیرغم وعده‌های اچوریا، مجمع عمومی سازمان ملل متحد پس از انگیزه کشورهای عربی و حمایت کشورهای جنبش عدم تعهد و بلوک شوروی، قطعنامه ۳۳۷۹ را علیه صهیونیسم تصویب کرد.
از جمله پروژه‌های اولیه رفاه اجتماعی ویزو در فلسطین تحت قیمومت، تأسیس کلینیک‌های مناسب برای نوزادان تیپات‌هالاو و مراکز توزیع لباس بود که بسیاری از آن‌ها هنوز در حال فعالیت هستند. ویزو نخستین مرکز مراقبت روزانه را در سال ۱۹۲۶ در تل‌آویو افتتاح کرد.
در سال ۲۰۰۸، ویزو به‌همراه دو سازمان دیگر زنان، به‌دلیل دستاوردهای مادام‌العمر و کمک ویژه به جامعه و دولت اسرائیل، جایزه اسرائیل را دریافت کردند.

## فعالیت سیاسی در اسرائیل

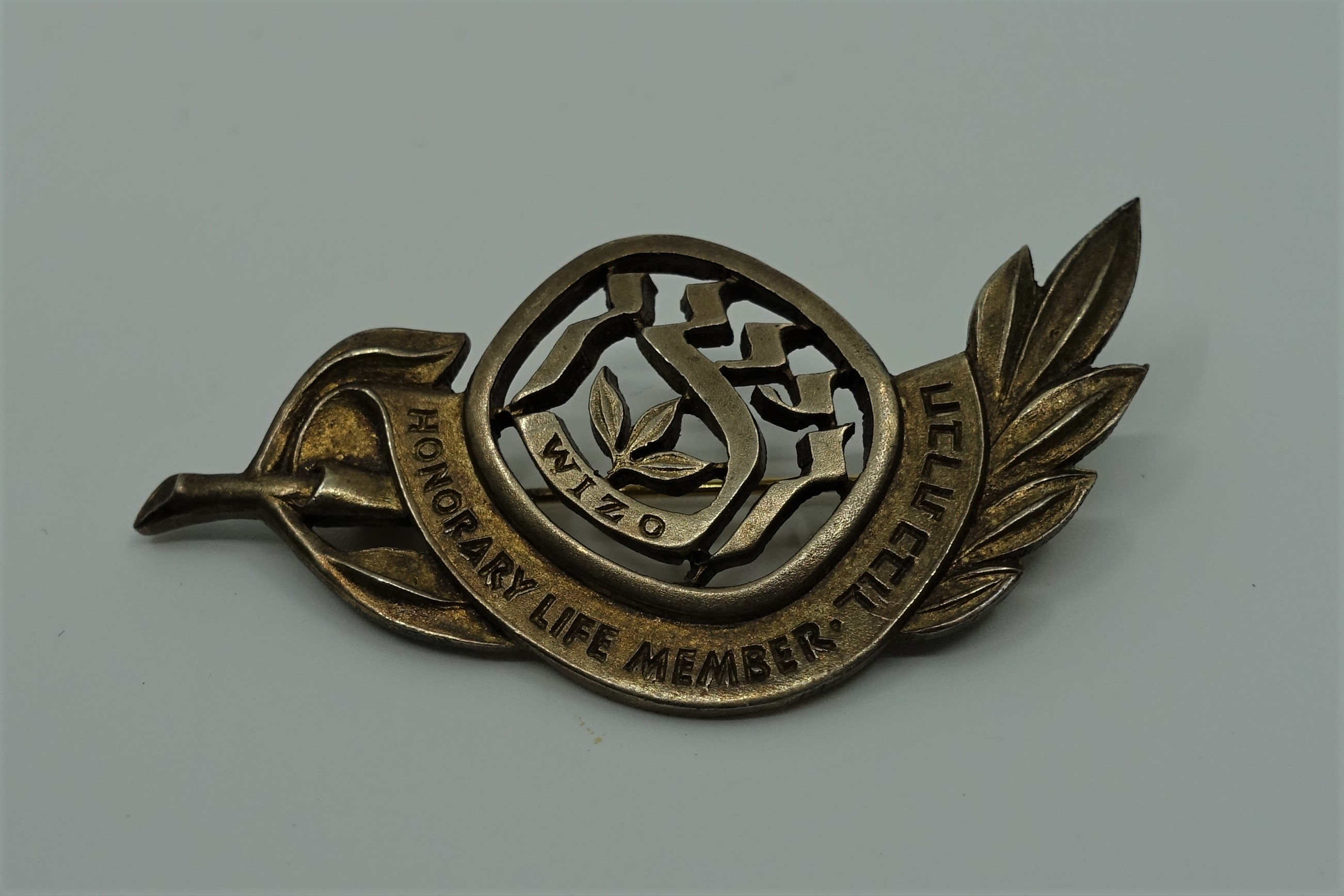
نشان افتخار ویزو متعلق به بتی هالف-اپستاین، در مجموعه موزه یهودیان سوئیس

ویزو حزبی تشکیل داد و در اولین انتخابات اسرائیل در سال ۱۹۴۹ برای کنست نامزد شد و ۱٫۲ درصد آرا را به دست آورد. یک کرسی به دست آورد که توسط ریچل کوهن-کاگان، رئیس وقت ویزو نمایندگی شد. کوهن-کاگان بعداً به عنوان عضوی از حزب لیبرال در انتخابات کنست پنجم شرکت کرد (البته او یکی از اعضای گروهی بود که برای تشکیل لیبرال‌های مستقل جدا شد).

## بایگانی ویزو
آرشیو ویزو شامل عکس‌ها و اسناد تاریخی از دوره سکونت قدیمی و دوره پس از تأسیس کشور است. این تصاویر داستان زنان، نقش و سهم آنان در شکل‌دادن به چهره جامعه اسرائیل را توصیف می‌کند. این آرشیو شامل عکس‌هایی مانند اولین مهدکودک، اولین قطره شیر، اولین یتیم خانه و غیره است.

## امروزه
امروزه ویزو دارای ۱۸۰ مرکز مراقبت روزانه در اسرائیل است که از ۱۴۰۰۰ کودک مادر شاغل، مهاجر جدید و خانواده‌های نیازمند مراقبت می‌کند. این سازمان همچنین اردوهای تابستانی، دوره‌های آموزشی برای خانواده‌های تک والد و چارچوب‌های درمانی برای کودکانی که با حکم دادگاه از خانه‌های خود خارج می‌شوند، برگزار می‌کند.

ویزو اکنون بزرگترین سازمان صهیونیستی زنان در جهان محسوب می‌شود. در سال ۲۰۰۸، ۳۶ کشور عضو در این سازمان، نمایندگانی را برای جشن تولد ۸۸ سالگی ویزو راهی اسرائیل نمودند.

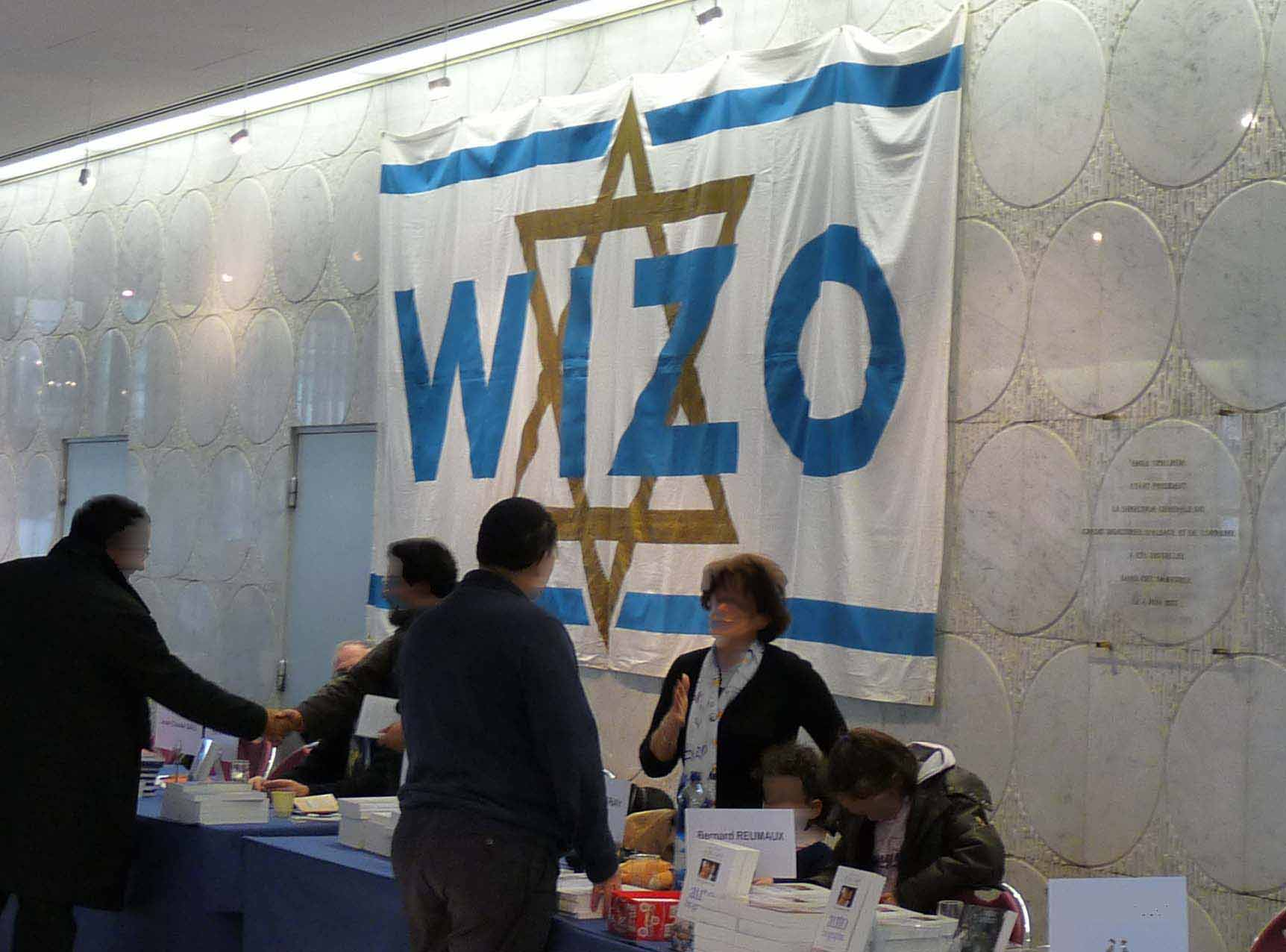
نمایشگاه کتاب ویزو در استراسبورگ، فرانسه، ۲۰۰۹

رئیس فعلی مجموعه جهانی ویزو، استر مور است که در سال ۲۰۱۶ جایگزین توا بن‌دوف شد.